# Кралство Мустанг
Мустанг (на непалски: मुस्तांग) е административна област (джола) в зона (анчол) Дхавалагири, Непал.

Той е наследник на бившето независимо кралство Кралство Мустанг (или Кралство Ло). Името му идва от тибетското Мун Тан (плодородна равнина).
Населението му е около 9000 жители, а площта – ок. 1200 кв. км. Столица е Ло Мантанг с население около 1200 жители. Официален език – непалски и тибетски, официална религия – будизъм. Държавен глава – крал. Втори по големина град е Царан, с население 1000 жители.
Граничи с Китай. Кралят на Мустанг, носещ титлата „Ло Гиелпо“ се счита за васал на краля на Непал. Всяка година властите в Ло Мантанг плащат годишен данък на тези в Катманду в размер на около 1000 непалски рупии (около 110 долара) и 2 породисти коня.

Статутът на Мустанг като кралство е прекратен през 2008 г. след свалянето на непалската кралска династия.